# Johan Adolf av Holstein-Plön
Johan "Hans" Adolf av Holstein-Plön, född 8 april 1634, död 2 juli 1704, var tysk hertig av Holstein-Plön och dansk-holländsk fältmarskalk.

## Biografi
Johan Adolf var son till hertig Joakim Ernst I av Schleswig-Holstein-Sonderburg-Plön. Han efterträdde 1671 sin far som hertig av Holstein-Plön. Efter att ha deltagit i krigen mot turkarna och fransmännen i österrikisk tjänst blev han 1676 dansk överfältmarskalk och samma år president i danska krigskollegiet. Ivrig tillskyndare av kriget med Sverige tog Johan Adolf aktiv del i störtandet av Peder Schumacher Griffenfeld, och förde befälet över den danska hären vid dess landstigning i Skåne. De stora framgångarna där var till stora delar Johan Adolfs förtjänst. På hösten 1676 lade Johan ned befälet efter konfliker med Kristian V, men kvarstod som fältmarskalk i dansk tjänst. Senare blev han i stället nederländsk fältmarskalk.